# Celantia
Celantia is een geslacht van wantsen uit de familie van de Tingidae (Netwantsen). Het geslacht werd voor het eerst wetenschappelijk beschreven door William Lucas Distant in 1903.

## Soorten
Het genus bevat de volgende soorten:

- Celantia creta Drake, 1960
- Celantia nitidula (Stål, 1873)
- Celantia seposita Cockerell, 1921
- Celantia teres Drake, 1951
- Celantia teretis Drake, 1951
- Celantia vagans (Distant, 1903)
- Celantia wandelmanniae Guilbert, 2006